# Harry Vos
Henry Antonie „Harry“ Vos (* 4. September 1946 in Den Haag; † 19. Mai 2010 in Delft) war ein niederländischer Fußballspieler.
Vos spielte in der ersten niederländischen Liga, der Eredivisie, für die Mannschaften ADO Den Haag, PSV Eindhoven und Feyenoord Rotterdam. Der linke Verteidiger stand mehrmals im Aufgebot der niederländischen Nationalmannschaft, unter anderem auch als diese bei der Weltmeisterschaft 1974 gegen Deutschland im Finale verlor. Er hatte jedoch das Pech, dass mit Ruud Krol einer der besten Abwehrspieler seiner Zeit auf seiner Position spielte; so wurde er nie in einem Länderspiel eingesetzt.
Nach der Karriere betrieb Vos einen Tabakwarenladen in Den Haag. Er erlag nach längerer Krankheit 63-jährig in einem Delfter Krankenhaus einem Krebsleiden.

## Erfolge
- UEFA-Pokal: 1974 (mit Feyenoord)
- Niederländischer Meister: 1974 (mit Feyenoord)
- KNVB-Pokal: 1968 (mit ADO Den Haag)